# (4205) David Hughes
(4205) David Hughes ist ein die Marsbahn kreuzender Hauptgürtelasteroid, der am 18. Dezember 1985 von Ted Bowell vom Lowell-Observatorium aus entdeckt wurde.
Der Asteroid wurde nach dem britischen Astronomen David Hughes benannt.